# Gecheng
Gecheng (kinesiska: 葛城) är ett stadsdelsdistrikt i sydvästra Kina. Det ligger i Chengkou härad i storstadsområdet Chongqing,  omkring 330 kilometer nordost om det centrala stadsdistriktet Yuzhong. Gecheng är administrativ huvudort för häradet.